# Ataques del 2 de enero de 2024 sobre Kiev y Járkov
En la mañana del 2 de enero de 2024, la Fuerza Aérea de Rusia atacó las ciudades ucranianas de Kiev y Járkov con los misiles hipersónicos Kh-47M2 Kinzhal y misiles de crucero lanzados desde el aire Kh-101/Х-555/Kh-55.
Rusia bombardeó en masa las dos urbes principales de las regiones central y oriental de Ucrania respectivamente. Durante el bombardeo, debido a un error, también se lanzó una bomba sobre la aldea de Petropavlovka en el Óblast de Vorónezh, Rusia.

## Desarrollo
En la madrugada del 2 de enero, las fuerzas rusas atacaron Ucrania con 35 drones Shahed-136/131. Por la mañana, los bombarderos estratégicos Tu-95MS lanzaron al menos 70 misiles de crucero aéreos Kh-101/Kh-555/Kh-55. Alrededor de las 07:30 se registraron 10 lanzamientos Kinzhal Kh-47M2 desde bombarderos estratégicos Mig-31K. También se lanzaron desde el norte tres cohetes Kalibr y 12 misiles balísticos del tipo Iskander-M/S-300/S-400. Los aviones Su-35 también lanzaron cuatro misiles antirradiación Kh-31P.

### Ciudades afectadas
Vitali Klichkó, alcalde de Kiev, informó de 12 personas heridas y dos muertas tras los ataques. Más de 250.000 personas perdieron el acceso a la electricidad.
Igor Terejov, alcalde de Járkov, informó de varios ataques contra viviendas de civiles. Una persona murió y 41 resultaron heridas.

## Reacciones

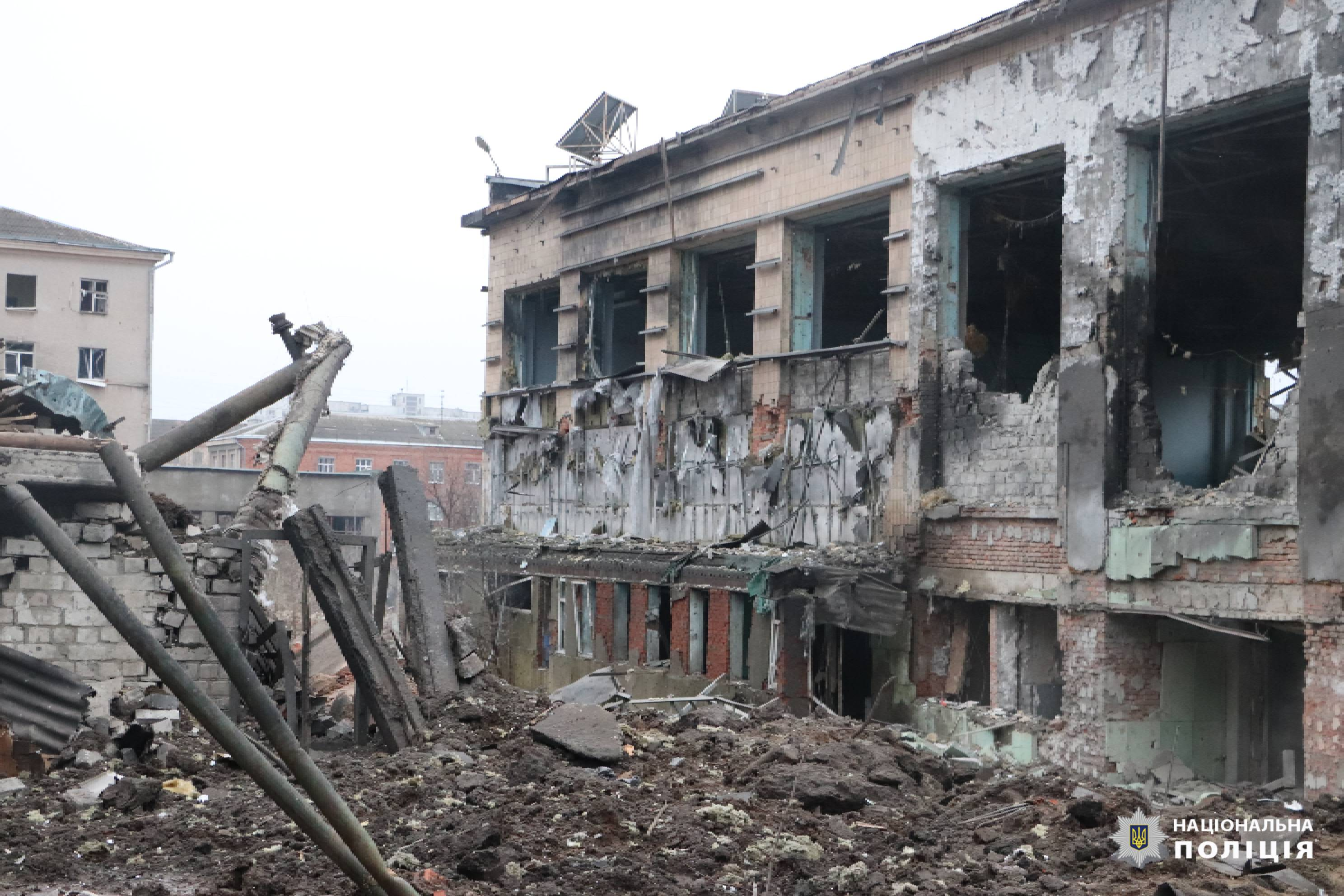
Destrucción en Járkov.

Los gobiernos de Ucrania, Estados Unidos y otros países de la OTAN condenaron el ataque. El gobierno de Polonia hizo despegar cazabombarderos F-16 de su fuerza aérea para proteger su espacio aéreo.